# Guthlac de Croyland
Pour les articles homonymes, voir Croyland (homonymie).
Guthlac est un ermite anglo-saxon né vers 674 et mort en 714 ou 715. Considéré comme saint après sa mort, il est fêté le 11 avril.

## Biographie
Guthlac était le fils de Penwald, un noble mercien. Dans sa jeunesse, il combattit dans l'armée d'Æthelred de Mercie, puis il devint moine au monastère de Repton, dans le Derbyshire, à l'âge de vingt-quatre ans. Deux ans plus tard, il se fit ermite et partit pour l'île de Croyland (aujourd'hui Crowland), dans les marécages des Fens, le jour de la Saint-Barthélémy de l'an 699.
Sur l'île, il construisit un petit oratoire et des cellules sur le flanc d'un tertre pillé, et il y vécut jusqu'à sa mort, le 11 avril 714 ou 715. De nombreux habitants de la région vinrent le visiter. Il accueillit Æthelbald, futur roi de Mercie, qui fuyait son cousin Ceolred, et prédit qu'il deviendrait roi à son tour. Lorsque Æthelbald devint roi, deux ans après la mort de Guthlac, il entreprit la construction d'une abbaye à Croyland, comme il le lui avait promis.
Un certain Félix rédigea une Vie de saint Guthlac en latin (Vita sancti Guthlaci), qui a servi de base à plusieurs autres textes. Sa vie est également représentée en images dans le Rouleau de Guthlac, datant du XIIe siècle et conservé à la British Library.

### Sources primaires
- Felix, Vita Sancti Guthlaci, une vie latine de Saint Guthlac en prose datant du début du VIIIe siècle :
  - Colgrave, Bertram (éd. et trad.). Felix's Life of Saint Guthlac. Cambridge: Cambridge University Press, 1956. Version latine avec la traduction en anglais moderne en face.

- Une traduction/adaptation en prose vieil-anglaise de la fin du IXe ou du début du Xe siècle de la Vita latine par Felix :
  - Gonser, P. (éd.). Das angelsächsische Prosa-Leben des heiligen Guthlac. Anglistische Forschungen 27. Heidelberg, 1909.
  - Goodwin, Charles Wycliffe (éd. et trad.). The Anglo-Saxon Version of the Life of St. Guthlac, Hermit of Crowland. London, 1848.

- Deux chapitres de l'adaptation en prose vieil-anglaise, tels qu'incorporés dans l'homélie 23 du le Livre de Verceil :
  - Scragg, D.G. (éd.). The Vercelli Homilies and Related Texts. EETS 300. Oxford: University Press, 1992.

- Guthlac A et B (deux poèmes vieil-anglais) : 
  - Roberts, Jane (éd.). The Guthlac Poems of the Exeter Book. Oxford: Clarendon Press, 1979.
  - Krapp, G. et E.V.K. Dobbie (éds.). The Exeter Book. Anglo-Saxon Poetic Records 3. 1936. 49-88.
  - Bradley, S.A.J. (trad.). Anglo-Saxon Poetry. London: Everyman, 1982. En anglais moderne.

- Harley Roll ou Guthlac Roll (British Library, Harleian Roll Y.6)
  - Warner, G.F. (éd.). The Guthlac Roll. Roxburghe Club, 1928. 25 planches en facsimile.

### Sources secondaires
- Mensah, Marthe. Vies de Saints d'Angleterre et d'ailleurs (Hagiographie médiévale), textes présentés, traduits et annotés par l'auteur, Brepols, 2003, 65-97.
- Olsen, Alexandra. Guthlac of Croyland: a Study of Heroic Hagiography. Washington, 1981.
- Powell, Stephen D. "The Journey Forth: Elegiac Consolation in Guthlac B." English Studies 79 (1998): 489-500.
- Roberts, Jane. "The Old English Prose Translation of Felix’s Vita Sancti Guthlaci." Studies in Earlier Old English Prose: Sixteen Original Contributions, ed. Paul E. Szarmach. Albany, 1986. 363-79.
- Roberts, Jane. "An inventory of early Guthlac materials." Mediaeval Studies 32 (1970): 193–233.
- Sharma, Manish. "A Reconsideration of Guthlac A: The Extremes of Saintliness." Journal of English and Germanic Philology 101 (2002): 185-200.
- Shook, Laurence K. "The Burial Mound in 'Guthlac A'." Modern Philology 58, 1 (Aug., 1960): 1-10.
- Soon Ai, Low. "Mental Culturation in Guthlac B." Neophilologus 81 (1997): 625-36.
- Roberts, Jane. "Guthlac of Crowland, a Saint for Middle England." Fursey Occasional Paper 3. Norwich: Fursey Pilgrims, 2009. 1-36.
- (en) Henry Mayr-Harting, « Guthlac [St Guthlac] (674–715) », dans Oxford Dictionary of National Biography, Oxford University Press, 2004 (lire en ligne ).
- (en) Jane Roberts, « Guthlac, St », dans Michael Lapidge, John Blair, Simon Keynes et Donald Scragg (éd.), The Wiley Blackwell Encyclopedia of Anglo-Saxon England, Wiley Blackwell, 2014, 2e éd. (ISBN 978-0-470-65632-7).